# Vandgran
Vandgran (Metasequoia glyptostroboides) er et løvfældende nåletræ med en regelmæssigt kegleformet vækst. Vandgran var først kendt fra fossile aflejringer i kullag, men blev genkendt i Kina og har været dyrket i Danmark siden 1948.

## Beskrivelse
Stammen er kegleformet og helt ret og gennemgående til toppen. Hovedgrenene er vandrette eller let opstigende med mange sideskud. Barken er først rødbrun og glat, senere bliver den ru og til slut dybt furet. Under hvert grenfæste opstår der en hulhed, som fortsætter ned ad stammen som en tydelig sænkning. Knopperne er modsatte, udspærrede og brune. 
Nålene er bløde og helrandede med en indskæring i spidsen. De er lysegrønne på begge sider. Høstfarven er lyst rødbrun. Træet fælder ikke blot nålene, men også de kortskud, nålene sidder på. Hanlige blomsterstande er små og ovale, mens de hunlige bliver til stilkede, hængende kogler, som er runde med kegleformet spids. Koglerne ses kun på gamle træer; og er set på træer i Danmark første gang i 2006.
Rodnettet består af dybtgående hovedrødder med fladstrakte siderødder, der forgrener sig i mange finrødder. 
Højde x bredde og årlig tilvækst: 40 x 8 m (40 x 20 cm/år).

## Hjemsted
Vandgran gror i bakkerne i den centrale Sichuan-provins af Kina. Her optræder den dels som pionértræ i unge bevoksninger og dels i blandede nåle- og løvtræskove på mineralrig og fugtig bund.
| Portal | Portal:Botanik |